# Varga Zsigmond
Varga Zsigmond (Marosdécse, 1886. február 5. – Debrecen, 1956. április 18.) teológus, szumirológus, bölcsészprofesszor.

## Életpályája
Varga Zsigmond 1886. február 5-én, a Marosmente középső szakaszán fekvő, magyar-román lakosságú Marosdécsén született, Varga Sz(őke) Zsigmond és a marosszentkirályi Nagy Zsuzsánna házasságának második, egyben utolsó gyermekeként. Felmenőitől és szüleitől a tálentumok bőséges tárházát kapta örökül (kiváló értelmi képesség, példás munkaszeretet és hatalmas munkabίrás). Az akkoriban 425 lelket számláló református egyházközségtől a közösségi gondok felvállalásának kötelességét tanulta meg. Lelki-szellemi vezetőit megbecsülő, megtartó gyülekezetbe érkezett. A csomakörösi születésű Ferencz Samu itt kezdte lelkipásztori szolgálatát, amelytől csak életével együtt vált meg. Péter István kántor-tanίtó fél évszázados működés után innen vonult nyugalomba. A kis Varga Zsigmond tőlük az életre szóló hivatás példáját kapta útravalóul. Szellemi képességeivel és az olvasás iránti élénk érdeklődésével kezdettől fogva kitűnt tanulótársai közül. Két év elvégzése után lelkipásztora és tanítója, többek között a felekezeti népiskola kedvezőtlen feltételeire hivatkozva azt tanácsolták szüleinek, hogy a nagyenyedi Bethlen Kollégiumban taníttassák tovább. Az, hogy ők egyedüli fiúgyermekük taníttatására határozták el magukat, a korabeli viszonyok között korántsem volt magától értetődő döntés. Tisztelegve szülei áldozatkészsége előtt, Varga Zsigmond élete alkonyán írt visszaemlékezésében, ezt nevezte élete döntő fordulatának.

### A Nagyenyedi Bethlen Gábor Kollégium évei (1896-1904)
A Nagyenyedi Bethlen Gábor Kollégiumban (1896–1904) Varga Zsigmond az identitásváltás keserű válságát élte át.  Az évszázadokon át Erdély legrangosabb református felekezeti iskolájaként ismert fejedelmi alapίtású intézmény teológiai tagozatát 1895-ben átköltöztették az időközben egyetemi várossá emelkedett Kolozsvárra. A helyén maradt gimnázium jórészt kicserélődött tanári karában csupán Nagy Lajos, a félszárnyú kollégium első rektor-professzora, valamint Váró Ferenc, a művelődéstörténetünk kincsestáraként számontartott könyvtár őre képviselte a hagyományokat, és törekedett az új kollégák ezek szellemében való formálására. A hagyományok szellemében a Marosdécséről jött diák végig tandίjmentességet, ingyen kosztot élvezett, minden tanévben ösztöndίjban, jutalomkönyvben, pénzjutalomban részesült. Tanulmányi eredményeivel szülei, tanárai elégedettek lehettek: mind a nyolc tanévet jeles általános osztályzattal zárta. Az Nagyenyedi Bethlen Kollégiumban töltött tanévek döntő módon alakították szellemi irányultságát. Kortárs visszaemlékezések szerint szembetűnő volt az idegen nyelvek és azon belül a bibliai nyelvek tanulásában mutatott gyors előhaladása. Itt talált rá élete nagy példaképére az iskola korábbi jeles diákjában, Kőrösi Csoma Sándorban. A nagy tudós előképe mutatkozott meg szorgalmában, munkabírásában, tanulmányi fegyelmében, orientalisztikai érdeklődésében, a magyarság gyökereinek feltárása iránti kitartó buzgalmában. Hajlamai a humán tárgyak, főképp a klasszikus nyelvek területén érvényesültek maradéktalanul. Hetedik osztályban történelmi pályamunkáját méltatták, majd a latin nyelv és irodalmi pályakérdésre benyújtott két dolgozat közül az övét fogadták el. A görög nyelvben tett előmenetele a kitartó, következetes munka bizonysága. A kiugró eredményeket a két utolsó tanévben mutatta fel. Tagja és alelnöke volt a hetedik és nyolcadik osztályosokat tömörίtő Kemény Zsigmond önképzőkörnek. A kollégium, illetve a kör nyilvános ünnepein többször is őt érte az ünnepi beszéd megtartásának tisztessége. Mindkét tanévben ő mondta az alapító fejedelem születésnapján elhangzó emlékbeszédet (Erdély Bethlen Gábor korában, Bethlen Gábor emlékezete), ő állt a szónoki emelvényen az 1903. március 15-i ünnepségen. Az 1704. március 16-i vésznap kétszázadik évfordulóján, a sétatéri diákemléknél tartott ünnepségen, szintén ő mondta az emlékbeszédet (II. Rákóczi Ferenc és kora). Kőrösi Csoma Sándor helyi kultusza befolyásolta pályaválasztását. Munkatársa, utolsó évesen pedig társszerkesztője volt a kör tevékenységéhez kapcsolódó, Haladjunk cίmű ifjúsági folyóiratnak. Az 1904. évi érettségi megmérettetésen, negyedmagával, jelesen érett minősίtést kapott. Hίven a kollégium hagyományaihoz, a 35 sikeresen érettségizett diák közül tizenketten pályájuk következő lépcsőfokául a teológiát nevezték meg. Varga Zsigmond a Nagyenyedi Bethlen Kollégium Kolozsvárra költözött nagytestvérét választotta.

### A kolozsvári teológián és egyetemen (1904–1908)
Tanulmányi fejlődését egyetemi évei is töretlenül biztosították. 1904 és 1908 között Kolozsváron a Református Teológiai Akadémián és a Magyar Királyi Ferenc József Tudományegyetemen párhuzamosan folytatott tanulmányokat. A kolozsvári lelkészképzés történetének azon kiemelkedő korszakában volt az intézmény hallgatója, amikor a tanári kart olyan nevek fémjelezték, mint a jeles bibliafordító Kecskeméthy István és a későbbi dunamelléki püspök Ravasz László. Tagjait az ország egész területén működő, kiemelkedő lelkipásztori, oktatói, tudományos tevékenységük miatt megbecsült lelkészei közül válogatták ki. Pályájuk új szakaszán hivatásuk végzésében az intézményalapίtó Szász Domokos püspöktől kapott becses útmutatást követték: „Én épίtettem e falakat, önök töltsék meg lélekkel.” Nagy Károly nevéhez fűződik a vallásfilozófiai gondolkodásnak a magyar református egyházban való meghonosίtása, Kálvin Institutiójának a fordίtása. A teológián teológiai enciklopédiát, vallásbölcseletet, dogmatikát, dogmatörténetet és etikát oktatott. Az egyháztörténelem tanszéket betöltő Pokoly József általános egyháztörténelmet, magyar protestáns egyháztörténelmet és egyházjogot tanίtott. A gyakorlati teológia katedrára frissen kinevezett magántanár, Ravasz László, katekétikát tanίtott és homiletikai szemináriumot vezetett.
Varga Zsigmond további pályáját Kecskeméthy Istvánnal, a görög és a zsidó exegézis tanárával történt találkozása határozta meg. A keleti nyelvek és az összehasonlίtó nyelvtudomány doktori cίmét elnyert tudós ekkoriban már maga mögött tudta a biblia egyes könyveinek fordίtását, amelyek valójában egy ambiciózus tudományos program első jelzései voltak csupán. 2002-ben végre kezünkbe vehettük a hatalmas mű koronáját, a teljes bibliafordίtás posztumusz kiadását. Diáktársai sorából ifj. Révész Imrét, Makkai Sándort, Vásárhelyi Józsefet, Tavaszy Sándort, Mátyás Ernőt említhetjük. A teológia pezsgő szellemi légkörében Varga Zsigmond gyorsan megtalálta helyét. Másodéves korában görög nyelvi versenyt nyert, később pedig a legkülönbözőbb témakörökben kiírt pályázatokra nyújtott be dolgozatokat. A teológusi státus egyetemi hallgatói minőséggel társult. Azaz a teológusok bizonyos kollégiumokat a Ferenc József Tudományegyetemen hallgattak. Egyeseket (filozófia és pedagógia) kötelező módon, másokat önszántukból, ám mindkét kategória esetében kollokválási kötelezettséggel. A 25 kötelező egyetemi előadás oktatói tudományterületük újίtó szellemű szaktekintélyei voltak. A kötelező előadások mellé Varga Zsigmond az érdeklődési körébe illő további 40 kollégiumot választott. Gyalui Farkas könyvtártudományi előadásaitól (könyvtártörténet, elméleti és gyakorlati könyvtártan) a tanulmányai eredményes folytatását segίtő gyakorlati támaszt várt, nem is sejtve, hogy választásával jövendő hivatása, a debreceni nagykönyvtári teendői megalapozását végzi. Nem elégedett meg az előadásokon hallott ismeretek elsajátίtásával. Többet akart: a kapott információk kiegészίtését, egyúttal munkabίrásának, alkotóképességének kipróbálását. A pályázati kiίrások elmaradhatatlan résztvevőjévé vált. A bibliai nyelvekből kiίrt szóbeli nyίlt pályázaton való részvétele meghozta a meggyőző sikert. Az 1906. május 21-i nyilvános vetélkedőn versenytársával, a III. éves Sárkány Lajossal együtt, a választott nyelvben otthonosan mozogtak, “mind a ketten meglepő szép készültséget és készséget mutattak” (Kecskeméthy István véleménye).
Az utolsó tanévben három pályamunkát nyújtott be, és egy szóbeli pályázaton is jelentkezett.
A bibliai tudományok köréből kiίrt pályázatra (Az újtestamentumi profetizmus beható ismertetése) ίrt dolgozatáról Kecskeméthy István bίrálata a feltétlen elismerés hangján szólt: A “mű kész exegétát árul el. A tételt egészen helyesen fogja fel, és helyesen fejti ki. A profetizmusról adott meghatározása pontos és helyes, felfogása mély, bibliai.  A magyar protestáns egyháztörténelem köréből kitűzött pályatételre (Az artikuláris helyek története) csak egymaga nyújtott be pályamunkát. A bίráló Pokoly József kiemelte, hogy a szerző jól ismeri és használja a forrásműveket, dolgozata egészét a tárgy iránti meleg érdeklődés hatja át. Kitartó munkája első nagy felmérésén, főiskolai tanulmányai feleútján (1906. okt. 5.) a teológiai alapvizsgát is eredménnyel tette le. Miután jelesen abszolválta az első lelkészképesítő vizsgát, az 1908/09 tanév őszi szemeszterében a berlini, a tavasziban genfi egyetemen, majd 1909/10-ben ismét Berlinben folytatta tovább teológiai, keleti nyelvészeti és vallástudományi tanulmányait. 1910-ben hazatérve, Kolozsváron letette a második lelkészképesítő vizsgát, majd a Stipendium Bernardinum ösztöndíjával az 1910/11. tanévben az utrechti egyetem beiratkozott hallgatója lett. Helyettes lelkipásztorként 1911 őszén és telén a Kolozsvár-Monostori Református Egyházközségben végzett szolgálatokat.

### Külföldi egyetemeken (1908–1911)
Ösztöndíjasként, a német főváros Frigyes Vilmos Királyi Egyetemén nemzetközi tekintélynek örvendő szakemberek vezették a keleti nyelvek és a bibliai tudományok világába. Későbbi munkássága tükrében egyértelműnek tetszik, hogy szemléletmódjára az assyrológus Friedrich Delitzsch gyakorolta a legnagyobb befolyást. Az ő hatására lett az összehasonlító vallástörténeti módszer elkötelezett alkalmazója és vált a magyar teológiatörténetben a vallástörténeti iskola legmarkánsabb képviselőjévé. A vallások múltját kutatva keresztyén teológusként koncentráltan a Biblia és általánosságban Isten Igéje kiteljesedésének alaposabb megértésére törekedett. Bibliai teológiai tanulmányaiban az összehasonlító vallástörténeti metódust Varga Zsigmond az igehirdetés szolgálatát segítő, egyeztető törekvéssel alkalmazta. Ezeket a törekvéseit nem módosította a dialektika teológia térnyerésének hatására radikálisan átalakuló szakmai környezet sem. Élete végéig következetes maradt eredeti kutatói célkitűzései tervszerű megvalósításához. Külföldi tanulmányútjai során a bibliai nyelvek mellett több új élő és holt nyelvet is magas szinten sajátított el. Ezekben az években gyűjtötte össze a hazatérését követően, rövid időn belül megszerzett tudományos fokozataihoz szükséges disszertációk anyagát. 1911-ben előbb a Budapesti Tudományegyetem Bölcsészettudományi Karán sémi összehasonlító nyelvészetből kapott bölcsészdoktori oklevelet summa cum laude minősítéssel. 1912-ben magyar állami ösztöndíjasként Londonban, Párizsban és Berlinben tett újabb tanulmányutat. Ebben az időszakban a kor vezető szakmai műhelyei, a British Múzeum, a Louvre és a berlini Vorderasiatlisches Múzeum ókori keleti anyagának tanulmányozásával foglalkozott. Elhúzódó peregrinus évei során kezdett el hazai folyóiratokban publikálni. A kolozsvári Református Szemle mellett 1909-ben a pozsonyi kiadású Theologiai Szaklap, 1911-ben a debreceni Lelkészegyesület is megjelentette írásait. Ezek többnyire az egyházi és tudományos közélet jeles eseményeiről tudósítottak és látni engedték szerzőjük egyéni álláspontját.

### Tanári pályája
1911 november 6-án a kolozsvári teológia – a fakultás történetében elsőként – magántanárrá választotta. Új munkakörét épp hogy elfoglalta (1912. február 1.), ám „assyr ékiratok tanulmányozására” tett külföldi útja miatt, átmenetileg fel kellett adnia. A tényleges tanári alkalmazás ideje épp egy esztendő múlva, 1913. február 1-én érkezett el. Kutatásai miatt nagyrészt külföldön tartózkodott, de állandó alkalmazása a Szamos-parti városhoz kötötte. Kolozsvári tudományos körökben pedig érdeklődéssel követték a helyi viszonylatban ritkaságnak számίtó területre lépett fiatalember jelentkezését. Varga Zsigmond azonban szakίtott a kolozsvári főiskolai intézettel és 1913. szeptember elsejei kezdettel elfogadta Baltazár Dezső püspök és Dégenfeld József főgondnok meghívására a debreceni kollégium könyvtárának könyvtártiszti állását. Váratlan döntése mögött alighanem a feltételezett sumér-magyar nyelvrokonság kérdésében elfoglalt álláspontjából fakadó, általa személyes ellentétekként értelmezett nézeteltérések húzódtak meg. Az egyelőre zárt körben megfogalmazott kritikák utóbb megkapták a szaksajtó nyilvánosságát. Zolnai Gyula 1915-ben közölt bίrálata szerint ugyanis Varga Zsigmond naív nyelvhasonlίtásokkal és a szükséges nyelvtudományi iskolázottság nélkül lépett a tudományos világ elé.

### Debreceni teológiai tanár és a Nagykönyvtár munkatársa (1913–1944)
A bekövetkező világháborús évek közepette a tudományos vita, akárcsak a kolozsvári visszatérés kilátása, elvesztette időszerűségét. A rendhagyó művelődéstörténeti munkásság a debreceni kollégium szellemi közegében talált termékenyίtő talajra. Debrecenbe való költözését, talán az is indokolja, hogy 1912-ben figyelemfelkeltő javaslatot fogalmazott meg a szervezés alatt álló új tudományegyetem tanszéki struktúrájával kapcsolatban. Elképzelésében amellett érvelt, hogy a régészeti feltáró munka eredményei nyomán látványos fejlődésnek indult közel-keleti történeti kutatások és tudománypolitikai szempontok egyaránt indokolttá teszik azt, hogy ez a szakterület az új egyetem bölcsész és hittudományi karán is önálló tanszéket kapjon. Varga Zsigmond Debrecenben eleinte a kollégiumi Nagykönyvtár munkatársaként, majd – a működését 1914 őszén megkezdő – Lelkészképző Intézetben egyaránt alkalmazást kapott. Igaz, az utóbbi munkahelyen az első tanévben csak óraadó lehetett. Oktatói munkájának elismerését jelzi gyors szakmai előmenetele. Tanári állásában 1915-ben véglegesítették, majd docensi kinevezést kapott. Székfoglaló előadását 1916. december 9-én tartotta meg “A bibliai őstörténetek újabb kritikai megvilágítása” címmel. Héber nyelvgyakorlatok vezetése mellett az ókori-keleti népek vallástörténetét, arabot és németet egyaránt tanított a lelkészjelölteknek. Ezekben az években született meg tudományos munkásságának egyik meghatározó dokumentuma Az ókori keleti népek művelődéstörténete, különös tekintettel a Bibliára című monográfia, mely a Református Egyházi Könyvtár sorozat 12. és 13. kötetként jelentetett meg. 1915 márciusától az év végéig a Debreceni Protestáns Lap főmunkatársaként dolgozott, majd 1916-tól 1919-ig Lencz Gézával együtt szerkesztette a Debreceni Lelkészi Tárat. Az egyházi sajtó sokoldalú munkásaként teológiai tanulmányok mellett a legkülönbözőbb témákban jelentetett meg írásokat. Egyaránt publikált aktuális ügyeket tárgyaló vezércikkeket, lelkipásztor társai szolgálatát közvetlenül segítő igehirdetéseket, vagy felolvasásra szánt népszerűsítő vallástörténeti tanulmányt. Tevékenységének része volt a Debrecenbe került sebesült katonák lelkigondozása, mely során a monarchia hadseregének katonaságát és a hadifoglyok sokaságát jellemző anyanyelvi sokszínűség miatt szintén jól hasznosíthatta kiterjedt nyelvtudását.
1916-ban alapított családot. Felesége Erdős Johanna, egy neves debreceni tanár dinasztia sarja. Házasságukból két gyermek született, Zsigmond 1919-ben, Mária pedig 1921-ben látta meg a napvilágot. Apósa Erdős József a debreceni teológiai tanári kar doyenje, az egyetem teológiai kar újszövetségi tanszékének professzora. Hasonlóan meg kell említeni sógorát, Erdős Károlyt, aki apjához hasonlóan a bécsi egyetem protestáns teológiai fakultásán szerzett doktori fokozatot és lett a debreceni lelkészképző intézet, majd a hittudományi kar tanára.
1920-ban a Magyar Tudományos Akadémia által kiírt pályázaton “A sumir kérdés története a sumir nyelv részletesebb feltüntetésével” című tanulmányával Fáy-díjat nyert. E látványos elismerés dacára azt kell megállapítanunk, hogy a sumér és urál-altaji ősrokonság tárgykörében kitartóan folytatott kutatásai kezdettől fogva erőteljes szakmai kritikát, sőt éles elutasítást váltottak ki. E tárgykör kapcsán kialakított álláspontja, nyilvánvalóan negatívan befolyásolta irodalmi munkássága egészének megítélését. Oktatói és kutatói kiteljesítését egyaránt elősegítették a húszas évek elején történt előléptetései. 1920-ban a Nagykönyvtár igazgatójává, majd 1921-ben harmincöt évesen a Debreceni Tudományegyetem Vallástörténet és Rokontudományai Tanszék nyilvános rendes egyetemi tanárává nevezték ki. Mindkét tisztséggel számos további oktatásügyi megbízatás járt együtt. 1920-tól többek között tagja lett a Debreceni Református Kollégium felsőoktatási tanácsának, és a hittudományi alapvizsga bizottságnak. Különböző egyetemi vezetői tisztségekben is szinte folyamatosan helyt kellett állnia. 1944-ig négyszer volt a teológiai fakultás dékánja, hatszor prodékánja, az 1933/34-es tanévre az egyetem rektorává választották meg, majd a következő tanévben 1934/35-ben prorektor lett. E helyen kiemelésre méltó, hogy a Debreceni Egyetem történetének több emlékezetes eseménye is kapcsolódott Varga Zsigmond intézményvezetői tevékenységéhez. Rektori tanévében csúcsosodtak ki a nagy gazdasági válság, illetve az ennek kezelését célzó, megszorító költségvetési politika által kiváltott közéleti és társadalmi feszültségek.
A magyarországi felsőoktatás kényszerű átszervezéséről kialakult oktatáspolitikai vita, a négykarú egyetem egyik teljes karának megszüntetésével fenyegetett. A Tisza István Tudományegyetemet érő támadások a közvetlen rektori beavatkozást is szükségessé tették. A természettudományi oktatás megmentése érdekében a teológus rector nem csak Debrecen és a Tiszántúl lakossága, de a református egyház támogatását is megtudta nyerni. A már felépített, de teljesen még be nem fejezett és rendezett új egyetemi főépület és környezetének munkálatai is állandó figyelmet igényeltek. A szűkös anyagi lehetőségek ellenére a még hátralévő munkálatokból jelentős előrelépéseket ért el. A természettudományi kar működését érintő támadások szintén sürgőssé tették a botanikus kert fejlesztését. Ennek az ügynek az előre mozdítását Debrecen város pénzügyi és technikai segítségnyújtása tette lehetővé. Negyedszázadot átívelő Nagykönyvtár igazgatói működése során az állomány gyarapítása, rendezése, tárolási körülményeinek javítása kapcsán egyaránt eredményes tevékenységet folytatott. A könyvtár történetéhez kapcsolódó ismeretterjesztő írásai szintén meghatározó részévé váltak irodalmi hagyatékának. Életművének ebből a részéből legmaradandóbbnak mégis azoknak az emlékhelyeknek a kialakítását tekinthetjük, melyek napjainkig formálják a Nagykönyvtár kiállításainak arculatát. Ezek eltervezésére és kivitelezésére a kollégium alapításának 400. évfordulóján rendeztetett nagyszabású ünnepségek kapcsán került sor. Vallástörténeti kompendiuma hosszú távú hatását jelzi, hogy közvetlen tanszéki utódja, Pákozdy László Márton, illetve az ő munkatársai ezt szintén tankönyvként hasznosították. Ennek nyomán évtizedekkel később elkészült egy kivonatos, az egyetemi tanulmányokhoz könnyebben hasznosítható változata. Egyetemi oktatói tevékenységének számos további írott emléke is fennmaradt. Tanári működése eredményeire mutatnak rá tanítványai visszaemlékezései. Ezek szerint tárgyait nagy hévvel, magával ragadó módon adta elő. Imponáló volt számukra, hogy a könyvtárra menő szakirodalmat könyveiben és előadásaiban nemcsak elsorolta és ismertette, de a könyvek mindegyikével szemben értékelően állást is foglalt.

### Veszteségek sorozata (1944–1956)
Élete derekán súlyos tehertételt jelentett egy idegsorvadással járó betegség elhatalmasodása. Ennek következtében végtagjai lassan, fokozatosan bénultak le és veszítette el beszélőképességét. A kór idővel teljesen ellehetetlenítette munkahelyi kötelezettségei ellátását. 1942. november 26-án előbb könyvtárigazgatói tisztéről volt kénytelen lemondani, majd 58 éves korában, 1944. január 1-jétől professzori állásából is kérte nyugdíjazását. A II. világháború utolsó időszaka további megrázó veszteségek sorozatát hozta magával Varga Zsigmond számára. Házát bombatámadás érte, majd Debrecen katonai megszállása idején megmaradt bútorait széthordták, levelezését elégették, könyveit kidobálták a sárba. A legnagyobb traumát azonban fiának eltűnése jelentette. Ifj. dr. Varga Zsigmond 1944-ben a bécsi egyetem protestáns teológiai fakultásának ösztöndíjas hallgatója és a bécsi református magyarok megbízott lelkipásztora volt. A Varga-család, a háború végi viszonyok miatt, csak hosszú hónapok elteltével értesült halála tényéről és a vele történtek néhány részletéről. Arról, hogy Zsigmondot 1944. október 18-án elfogták és internálták. A bécsi vizsgálati fogság után a mauthauseni, majd a guseni kényszermunka táborba hurcolták, ahol 1945 márciusának első napjaiban életét vesztette. A nyugalmazott professzornak majd csak további, évekig tartó kutatással sikerült a fiával történt tragikus események számos további részletére fényt derítenie. Varga Zsigmond életének kronológiája érdekes egybeeséseket mutat a 20. század első felének Magyar történelmével: pályájának meghatározó évei valamiképp mindig történelmi szempontból sorsfordító dátumokra estek, és ezért állíthatjuk, hogy sorsa ténylegesen és szimbolikusan is összeforrt a 20. századdal. Élete lenyomat, a 20. század magyar történelmének lenyomata. A nagy háború kitörésének évében (1914) lett a lelkészképző intézet tanára. Az ezután következő nehéz évek során a Debreceni Kollégium is komoly veszteségeket szenvedett. Sokan elmentek falai közül, és nem jöttek vissza, s a háború következményei is rányomták bélyegüket a kollégiumi diákságra. Amikor az egész ország megrendült az elbukott háború okozta nemzeti tragédia miatt, Varga Zsigmond pályája újabb fordulatot vett: 1921-ben lett a tudományegyetem hittudományi karának professzora. 1933-ban, amikor még sokan nem látták előre, hogy milyen következménye lesz Hitler kancellárrá válásának, Varga Zsigmondot az egyetem rektorává választották, és komoly indulatokat kellett kezelnie. Rektorsága idejére esett az akkori kormányzat egyetemátalakítási, más megfogalmazás szerint csonkítási kísérlete. Egy bő évtizeddel később, 1944-ben, amikor Magyarországon véres frontvonalak húzódtak, Varga Zsigmondon egészen elhatalmasodott betegsége, és folyamatosan romló egészségi állapota miatt nyugdíjba kellett vonulnia ötvennyolc évesen. A legutolsó időkben a csuklói külön-külön már nem voltak elég erősek a gépíráshoz. Egyik kezével a másikat alul megtámasztva írta tovább tudományos munkáit. A háború végén szeretett fiát is elveszíti. Ezek után talán sorsszerű, hogy 1956-ban, a forradalom évében távozott a minden élők útján. Öt megrázó dátum, amelyekre felfűzhetjük a múlt század első hat évtizedének magyar történelmét, de ez egyben a kiváló vallástörténész, Varga Zsigmond életének kronológiája is.

### Emlékezete
2016 augusztus 6-7-én Marosdécsén a Varga Zsigmond emlékév kapcsán megemlékeztek a nagy tudósról, kopjafát és emléktáblát állítottak neki a templom kertjében.

## Munkássága
Varga Zsigmond sokoldalú tudós volt. Legjelentősebb munkái az általános és a bibliai vallástörténet területéről valók, ezek mellett figyelemre méltóak művelődéstörténeti és nyelvészeti tanulmányai is.
Az első közülük az őskeresztyénség prófétai jelleméről szól (1910). Ezután két olyan munkája jelent meg, amely előremutatóan tartalmazta Varga Zsigmond teológiai érdeklődésének egész életén át jellegzetes színét: Az ótestamentumi zsoltárköltészet összehasonlító vallástörténeti megvilágításban és Vallásos világnézet és történeti kutatás (1911). Már ekkor elmélyült kutatásokat végzett az ural-altáji népek ősművelődése és ősvallása terén. Erről a területről a sokból csak két legfontosabb munkáját említjük meg: Sumir (babyloni) örökség az ural-altáji népek vallási életében (1925) és Ötezer év távolából (1942).
A teológiai tudomány szempontjából azonban jelentősebbek a bibliai vallás történetével foglalkozó művei és az emberiség vallásainak történetét földolgozó munkája. Két nagy kötetben megírta Általános vallástörténet című munkáját, amelynek első kötete egyben a vallás jelenségvilágának rendszeres földolgozása is (1932–1934). Erre a művére úgy tekintett, mint Bibliai vallástörténet című munkája előkészületére. Ennek az utóbbinak csak első fele jelenhetett meg (1938). Elkészült körülbelül ugyanolyan terjedelemben (700 oldal), de kiadatlan még Az újszövetségi vallás története című befejező része.

### Életműve
Óriási és szerteágazó irodalmi munkásságot fejtett ki. Vallástörténeti trilógiája monumentális, bár máig csonka maradt, mert egy része soha nem jelent meg nyomtatásban. A mű első két eleme az 1932-ben megjelent Általános vallástörténet és az 1938-ban kiadott a Bibliai vallástörténet, amelynek címe inkább ószövetségi vallástörténetet takar. Ezeket terjedelmük miatt közölték két- két kötetben. Tehát a trilógia első két kötete valójában négy vaskos könyv. A harmadik, befejező részből egykötetnyi jelent meg, az is harmincnyolc évvel a kézirat lezárása után, 1994-ben, Az őskeresztyénség világa, élete és hőskora címmel és egyetemi jegyzet formátumban. Varga Zsigmond óta egyértelmű, hogy a teológusok szakmai felkészítéséhez hozzátartozik a vallástörténet oktatása. Pályájának indulásakor ez még gyerekcipőben járó tudomány volt, amelynek szerepét és helyét egy sor nagy európai egyetem sem ismerte fel. Varga Zsigmond már 1911-ben rámutatott a szakterület teológiai jelentőségére, amikor megjelentette “Vallásos világnézet és történeti kutatás” című teológiai magántanári dolgozatát. Ebben a műben az ókori keleti civilizációk és a Szentírás keletkezése között húzódó kapcsolódási pontokra összpontosít, amivel nyilvánvalóvá tette, hogy a bibliai szöveg megértése elképzelhetetlen az ókori kelet és vallásainak ismerete nélkül. Ennek a munkának a folytatásaként is értékelhetjük nagy, kétkötetes könyvét: “Az ókori keleti népek művelődéstörténete különös tekintettel a Bibliára”. Itt a szerző a bibliai kutatások szempontjából releváns térség politikai történetét és kultúráját dolgozza fel, és ebben a miliőben helyezi el Izráel népét. Varga Zsigmond egyik máig érvényes gondolatmenete, a vallások osztályozásának elvetése. Szerinte nincs (az egy) igaz és nincs(enek) a hamis vallások. Efféle differenciálásnak semmiféle belső jogosultsága nincs, és Varga Zsigmond, az elkötelezett keresztyén teológus sem ismerte el a vallások értékszempontú megközelítésének létjogosultságát. Határozottan tévesnek ítélte azt a református keresztyén teológusok körében élő felfogást, amely a vallások bemutatása mellett megköveteli azok jelenségvilágának, tanításainak, az általuk közvetített világképnek keresztyén szempontú kritikai leírását is. A teológiai képzésben ma is emlékeztetni kell arra az elvre, amelyet legegyszerűbben így foglalhatunk össze: a vallástörténet nem apologetika. Két külön diszciplínáról van szó, összemosásuk szakmailag is inkorrekt, és feleslegesen akadályozza egymás megértését. Varga Zsigmond határozottan közelíti meg a kérdést, amikor rögzíti, hogy az értékelés egyáltalán nem tartozik a vallástörténet feladatkörébe, mert az szükségszerűen csak szubjektív lehet, s így óhatatlanul is befolyásolja a vallástörténész konklúzióját. A kutatónak minden erejével objektivitásra kell törekednie, és ez a vallások világával foglalkozó keresztyén teológusra is vonatkozik.

### Műveinek listája
Műveinek listája időrendben:
- Az „Úri imádság” a történeti kutatások világában (Theológiai Szaklap, 1909)
- Az őskeresztyénség profétai jelleme. (Kolozsvár, 1910)
- Az ótestamentomi zsoltárköltészet összehasonlító assyr-babyloni vallástörténeti megvilágításban. (Kolozsvár, 1911)
- Vallásos világnézet és történeti kutatás. (Kolozsvár, 1911)
- A sumir kérdés mai állása és problémái. (Kolozsvár, 1915)
- Sumir régészeti tanulmányok (Archeológiai Értesítő. 1914)
- Az ótestamentum a legújabb kutatások világában. (Protestáns Szemle. 1914)
- Új adatok az ural-altai népek ősvallásához (Protestáns Szemle 1915)
- A vallástörténeti kutatások legújabb iránya: jellemzése és irodalmi szemléje. (Budapest, 1915)
- Az előázsiai nyelvprobléma újabb megvilágításban (Válasz Zolnai Gyulának „Tudománytalan nyelvhasonlítások” c. cikkére). (Debrecen. 1915)
- Az ókori keleti népek művelődéstörténete különös tekintettel a bibliára (2 kötet). (Pápa, 1915–18., Református Egyházi Könyvtár-sorozat)
- Az ókori keleti kutatások hatása a theologia különböző ágaira… (Theológiai Értesítő, 1916)
- Az ótestamentumi nyelvészeti kutatások legújabb iránya: jellemzése és irodalmi szemléje (Theológiai Értesítő, 1916)
- Az ótestamentumi bevezetéstan, szövegkritika és archeologia irodalma és problémái (Theológiai Értesítő, 1916)
- A bibliai őstörténetek újabb kritikai megvilágítása. (Debrecen, 1917)
- Az ókori keleti emlékek theol. értékesítésének kínálkozó vezérszempontjai (Protestáns Szemle, 1917)
- Sumir (babyloni) örökség az ural-altai népek vallási életében. (Debrecen, 1925) A „diadema” és „stephanos” használata és jelentése az újtestamentumban (Theológiai Szemle, 1926)
- Általános vallástörténet (2 kötet). (Debrecen, 1932)
- Az élet mysteriuma. (Debrecen, 1933)
- A debreceni ref. főiskola nagy könyvtára írásban és képben (2 kötet). (Debrecen, 1934)
- Bibliai vallástörténet. (Debrecen, 1938)
- Ötezer év távlatából. (Debrecen, 1942)
- Mi az igazság? (Válasz Zoványi Jenőnek). (Debrecen, 1943)
- A kollégiumi nagykönyvtár és vele kapcsolatos múzeum kialakulási története és egyetemes művelődéstörténeti jelentősége. (Debrecen, 1945)